# AGPAT1
AGPAT1 (англ. 1-acylglycerol-3-phosphate O-acyltransferase 1) – білок, який кодується однойменним геном, розташованим у людей на короткому плечі 6-ї хромосоми. Довжина поліпептидного ланцюга білка становить 283 амінокислот, а молекулярна маса — 31 717.
| 10         |  | 20         |  | 30         |  | 40         |  | 50         |
| ---------- |  | ---------- |  | ---------- |  | ---------- |  | ---------- |
| MDLWPGAWML |  | LLLLFLLLLF |  | LLPTLWFCSP |  | SAKYFFKMAF |  | YNGWILFLAV |
| LAIPVCAVRG |  | RNVENMKILR |  | LMLLHIKYLY |  | GIRVEVRGAH |  | HFPPSQPYVV |
| VSNHQSSLDL |  | LGMMEVLPGR |  | CVPIAKRELL |  | WAGSAGLACW |  | LAGVIFIDRK |
| RTGDAISVMS |  | EVAQTLLTQD |  | VRVWVFPEGT |  | RNHNGSMLPF |  | KRGAFHLAVQ |
| AQVPIVPIVM |  | SSYQDFYCKK |  | ERRFTSGQCQ |  | VRVLPPVPTE |  | GLTPDDVPAL |
| ADRVRHSMLT |  | VFREISTDGR |  | GGGDYLKKPG |  | GGG        |  |            |

A: Аланін

C: Цистеїн

D: Аспарагінова кислота

E: Глутамінова кислота

F: Фенілаланін

G: Гліцин

H: Гістидин

I: Ізолейцин

K: Лізин

L: Лейцин

M: Метіонін

N: Аспарагін

P: Пролін

Q: Глутамін

R: Аргінін

S: Серин

T: Треонін

V: Валін

W: Триптофан

Кодований геном білок за функціями належить до трансфераз, ацилтрансфераз. 
Задіяний у таких біологічних процесах, як метаболізм ліпідів, біосинтез ліпідів. 
Локалізований у мембрані, ендоплазматичному ретикулумі.